# Deputati del Regno di Sardegna
Questa lista dei deputati del Regno di Sardegna elenca tutte le persone che hanno fatto parte della Camera dei deputati (Regno di Sardegna), parte del Parlamento Subalpino, con sede a Palazzo Carignano a Torino dal 4 marzo 1848 al 16 marzo 1861, e poi trasformata nella Camera dei deputati del Regno d'Italia.
Per ogni deputato sono indicate le legislature in cui è stato in carica e, dove sia conosciuto, il partito politico di appartenenza.

## A
| Nome                            | Legislature       | Partito | Note |
| ------------------------------- | ----------------- | ------- | --- |
| Giovanni Agazzi                 | I                 |         | |
| Matteo Agnes                    | IV-V              |         | |
| Tomaso Agudio                   | VII               |         | Deputato del Regno d'Italia nell'VIII legislatura.                                                                    |
| Antonio Airenti                 | III-IV-V          |         | |
| Giuseppe Carlo Airenti          | V-VI-VII          |         | Deputato del Regno d'Italia dall'VIII alla XII legislatura. Nominato senatore del Regno d'Italia il 28 febbraio 1876. |
| Giuseppe Alasia                 | VII               |         | Deputato del Regno d'Italia nell'VIII e nell'XI legislatura.                                                          |
| Carlo Francesco Albasio         | VII               |         | |
| Cesare Albicini                 | VII               |         | Deputato del Regno d'Italia nell'VIII e nella IX legislatura.                                                         |
| Pietro Luigi Albini             | I                 |         | |
| Aleardo Aleardi                 | VII               |         | Nominato senatore del Regno d'Italia il 6 novembre 1873.                                                              |
| Carlo Alfieri di Sostegno       | VI-VII            |         | Deputato del Regno d'Italia dall'VIII alla X legislatura. Nominato senatore del Regno d'Italia il 1º dicembre 1870.   |
| Georges Allamand                | I                 |         | |
| Antonio Allievi                 | VII               |         | Deputato del Regno d'Italia nell'VIII, IX e XIII legislatura. Nominato senatore del Regno d'Italia il 12 giugno 1881. |
| Andrea Evaristo Alvigini        | VI-VII            |         | |
| Domenico Amaretti               | V                 |         | |
| Giuseppe Ameglio                | VI-VII            |         | |
| Ferdinando Andreucci            | VII               |         | Deputato del Regno d'Italia dall'VIII all'XI legislatura. Nominato senatore del Regno d'Italia il 15 novembre 1871.   |
| Luigi Anelli                    | VII               |         | |
| Michele Anfossi                 | III               |         | |
| Vittorio Angius                 | I-IV              |         | |
| Ranuzio Anguissola Scotti       | VII               |         | |
| Carlo Anguissola                | I                 |         | |
| Francesco Annoni di Cerro       | V-VI-VII          |         | Deputato del Regno d'Italia nella IX e X legislatura.                                                                 |
| Giuseppe Ansaldo                | VI                |         | |
| Nicolò Antinori                 | VII               |         | Deputato del Regno d'Italia nell'VIII legislatura.                                                                    |
| Alessandro Antonelli            | II                |         | |
| Giacomo Antonini                | I-II-III-IV       |         | |
| Paolo Appiani di Castelletto    | I-III             |         | |
| Casimiro Ara                    | V-VI-VII          |         | Deputato del Regno d'Italia dall'VIII all'XI legislatura.                                                             |
| Giovan Battista Arata           | I                 |         | |
| Giuseppe Arconati Visconti      | IV-V-VI-VII       |         | Deputato del Regno d'Italia nell'VIII legislatura. Nominato senatore del Regno d'Italia il 8 ottobre 1865.            |
| Francesco Arese Visconti        | II                |         | Nominato senatore del Regno di Sardegna e poi d'Italia il 26 novembre 1854.                                           |
| Leonzio Armelonghi              | VII               |         | |
| Mathias Arminjon                | II-V              |         | |
| Cesare Arnaud di San Salvatore  | VI                |         | |
| Giuseppe Arnulfo                | I-III-IV-V-VI     |         | Nominato senatore del Regno di Sardegna e poi d'Italia il 29 febbraio 1860.                                           |
| Giacomo Arrigo                  | V                 |         | |
| Carlo Felice Asinari            | VI                |         | |
| Giorgio Asproni                 | I-III-IV-V-VI-VII |         | Deputato del Regno d'Italia dalla IX alla XII legislatura.                                                            |
| Giacomo Astengo                 | IV-V-VI-VII       |         | Nominato senatore del Regno d'Italia il 8 ottobre 1865.                                                               |
| Rodolfo Audinot                 | VII               |         | Deputato del Regno d'Italia nell'VIII e X legislatura. Nominato senatore del Regno d'Italia il 6 febbraio 1870.       |
| Giovanni Battista Audisio       | IV                |         | |
| Giovanni Francesco Avesani      | VII               |         | |
| Enrico Avigdor                  | IV                |         | |
| Giulio Avigdor                  | V                 |         | |
| Alessandro Avogadro di Casanova | V                 |         | Nominato senatore del Regno d'Italia il 16 novembre 1876.                                                             |
| Carlo Avondo                    | I-II-V-VI         |         | |
| Girolamo Azuni                  | I                 |         | |

## B
| Nome                               | Legislature        | Partito                  | Note |
| ---------------------------------- | ------------------ | ------------------------ | --- |
| Francesco Bachet                   | IV                 |                          | |
| Giovanni Battista Badariotti       | I                  |                          | |
| Luigi Baino                        | II-III-IV-V-VI-VII |                          | Deputato del Regno d'Italia dalla IX all'XI legislatura. |
| Francesco Balbi Senarega           | V                  |                          | Nominato senatore del Regno d'Italia il 16 novembre 1862. |
| Cesare Balbo                       | I-II-III-IV        |                          | Presidente del Consiglio dei Ministri nella I legislatura dal 16 marzo 1848 al 27 luglio 1848.                                                                                                   |
| Vincenzo Balduzzi                  | VII                |                          | |
| Carlo Barbaroux                    | I                  |                          | Nominato senatore del Regno d'Italia il 15 maggio 1876. |
| Giuseppe Barbavara Di Gravellona   | I-II-III-IV        |                          | |
| Luigi Barbavara Di Gravellona      | I                  |                          | |
| Federico Barbier                   | I-II-III-IV-V      |                          | |
| Gaetano Bargnani                   | II                 |                          | |
| Adriano Barralis                   | VI                 |                          | |
| Giovanni Battista Barralis         | I-II-III           |                          | |
| Girolamo Bartolomei                | III-IV             |                          | |
| Ferdinando Bartolommei             | VII                |                          | Nominato senatore del Regno d'Italia il 16 novembre 1862. |
| Giuseppe Francesco Baruffi         | III                |                          | |
| Claudio Bastian                    | I                  |                          | |
| Francesco Bastian                  | I-II-III-IV        |                          | |
| Pietro Bastogi                     | VII                |                          | Deputato del Regno d'Italia nell'VIII, X, XI E XII legislatura. Nominato senatore del Regno d'Italia il 4 dicembre 1890.                                                                         |
| Severino Battaglione               | I                  |                          | |
| Carlo Baudi di Vesme               | I-III              |                          | Nominato senatore del Regno di Sardegna e poi d'Italia il 2 novembre 1850. |
| Cesare Beaurin                     | VII                |                          | |
| Cesare Beccalossi                  | VII                |                          | |
| Luigi Beldì                        | V                  |                          | |
| Giuseppe Bella                     | III-IV             |                          | Deputato del Regno d'Italia nella III e IV legislatura. Nominato senatore del Regno d'Italia l'8 ottobre 1865.                                                                                   |
| Carlo Giovanni Belli               | I                  |                          | |
| Giovanni Belli                     | IV-VI-VII          |                          | Deputato del Regno d'Italia nell'VIII legislatura. |
| Giorgio Bellono                    | IV-V               |                          | |
| Pietro Beltrami                    | VII                |                          | Deputato del Regno d'Italia nell'VIII legislatura. |
| Alberto Benedini                   | I                  |                          | |
| Livio Benintendi                   | V-VI               |                          | Nominato senatore del Regno d'Italia il 16 novembre 1862. |
| Gaspare Benso                      | I-IV-V             |                          | Nominato senatore del Regno di Sardegna il 26 novembre 1854. |
| Giacomo Benso                      | I-III-IV           |                          | |
| Giuseppe Elia Benza                | I-II               |                          | |
| Carlo Beolchi                      | VI-VII             |                          | |
| Giovanni Berchet                   | I-II               |                          | |
| Paolo Emilio Beretta               | VII                |                          | Deputato del Regno d'Italia nell'VIII legislatura. |
| Pasquale Berghini                  | I-III-IV           |                          | |
| Alessandro Berio                   | I                  |                          | |
| Achille Bernardi                   | VII                |                          | Deputato del Regno d'Italia nella X e XI legislatura. |
| Ignazio Berruti                    | II-III-IV-V-VI-VII |                          | |
| Pio Bersani                        | III-IV             |                          | |
| Secondo Bersezio                   | V                  |                          | |
| Agostino Bertani                   | VII                | estrema sinistra storica | Deputato del Regno d'Italia dall'VIII alla XIII legislatura e nella XV. |
| Giovanni Battista Bertazzi         | VI                 |                          | |
| Cesare Bertea                      | VI-VII             |                          | Deputato del Regno d'Italia dall'VIII all'XI legislatura. Nominato senatore del Regno d'Italia il 16 novembre 1876.                                                                              |
| Carlo Berti Pichat                 | VII                |                          | Deputato del Regno d'Italia dall'VIII alla X legislatura. Nominato senatore del Regno d'Italia il 15 novembre 1874.                                                                              |
| Domenico Berti                     | IV-V-VII           |                          | Deputato del Regno d'Italia dall'VIII alla XVIII legislatura. Nominato senatore del Regno d'Italia il 18 gennaio 1895.                                                                           |
| Bernardino Bertini                 | II-III-IV-V        |                          | |
| Giovanni Battista Bertini          | V-VI-VII           |                          | Deputato del Regno d'Italia dall'VIII all'XI legislatura. Nominato senatore del Regno d'Italia il 15 febbraio 1880.                                                                              |
| Giovanni Maria Bertini             | II                 |                          | |
| Giuseppe Bertoldi                  | V-VI               |                          | |
| Vincenzo Bertolini                 | II-III-IV          |                          | Deputato del Regno d'Italia nella XIII legislatura. Nominato senatore del Regno d'Italia il 12 giugno 1881.                                                                                      |
| Giovanni Battista Bertrand         | II                 |                          | |
| Alessandro Besana                  | VII                |                          | Nominato senatore del Regno d'Italia il 13 marzo 1864. |
| Enrico Besana                      | VII                |                          | |
| Michele Giuseppe Bes               | III-IV             |                          | |
| Giovanni Bezzi                     | V-VII              |                          | |
| Francesco Biale                    | I                  |                          | |
| Fruttuoso Biancheri                | I-II-IV            |                          | |
| Giuseppe Biancheri                 | V-VI-VII           | destra storica           | Deputato del Regno d'Italia dall'VIII alla XXII legislatura. Presidente della Camera del Regno d'Italia.                                                                                         |
| Giovanni Bianchetti                | I-II-III-IV-V-VI   |                          | |
| Carlo Bianchi Di Castagnè          | VI                 |                          | |
| Aurelio Bianchi Giovini            | II-III             |                          | |
| Alessandro Bianchi                 | VI                 |                          | Deputato del Regno d'Italia dalla X alla XII legislatura. |
| Alessandro Bianchi                 | I-II-III-IV-V      |                          | Deputato del Regno d'Italia nell'VIII legislatura. |
| Andrea Bianchi                     | VII                |                          | |
| Celestino Bianchi                  | VII                |                          | Deputato del Regno d'Italia dall'VIIIalla XIII legislatura. |
| Pietro Bianchi                     | IV                 |                          | |
| Oreste Biancoli                    | VII                |                          | Deputato del Regno d'Italia nell'VIII legislatura. |
| Emanuele Bich                      | VII                |                          | |
| Gaetano Bichi                      | VII                |                          | Deputato del Regno d'Italia nell'VIII e IX legislatura. |
| Baldassarre Billet                 | V                  |                          | |
| Luigi Binard                       | VII                |                          | Deputato del Regno d'Italia nella X legislatura. |
| Carlo Emanuele Birago Di Vische    | VI                 |                          | |
| Cesare Leopoldo Bixio              | I-VI               |                          | |
| Maurizio Blanc                     | IV-V-VII           |                          | |
| Pietro Blanc                       | I-II-V             |                          | |
| Angelo Bo                          | V-VI-VII           |                          | Deputato del Regno d'Italia nell'VIII legislatura. Nominato senatore del Regno d'Italia il 9 novembre 1872.                                                                                      |
| Luigi Boarelli Regno di Sardegna   | I                  |                          | |
| Bartolomeo Bobbio                  | I                  |                          | |
| Alessandro Bocca                   | I                  |                          | |
| Domenico Boccaccini                | VII                |                          | |
| Pier Carlo Boggio                  | VI-VII             |                          | Deputato del Regno d'Italia nell'VIII e IX legislatura. |
| Antonio Bolasco                    | IV                 |                          | |
| Giuliano Bollo                     | IV                 |                          | |
| Luigi Bolmida                      | IV-V               |                          | |
| Vincenzo Bolmida                   | V-VI-VII           |                          | Nominato senatore del Regno d'Italia il 20 novembre 1861. |
| Carlo Bon Compagni Di Mombello     | I-II-III-IV-V-VII  |                          | Presidente della Camera del regno di Sardegna durante la IV e V legislatura. Deputato del Regno d'Italia dall'VIII all'XI legislatura. Nominato senatore del Regno d'Italia il 14 novembre 1874. |
| Bartolomeo Bona                    | VII                |                          | |
| Bartolomeo Bona                    | I-III-IV-V         |                          | Nominato senatore del Regno di Sardegna e poi d'Italia il 26 novembre 1854. |
| Matteo Bonafous                    | II                 |                          | |
| Luigi Bonasi                       | VII                |                          | Nominato senatore del Regno d'Italia il 21 novembre 1892. |
| Giuliano Bonavera                  | IV                 |                          | |
| Carlo Giuseppe Bonelli             | II-III             |                          | |
| Ruggiero Bonghi                    | VII                |                          | Deputato del Regno d'Italia nell'VIII e poi dalla X alla XIX legislatura. |
| Giovanni Bonollo                   | VII                |                          | |
| Alessandro Borella                 | II-III-IV-V-VI-VII |                          | Deputato del Regno d'Italia nell'VIII legislatura. |
| Giovanni Battista Borelli          | VII                |                          | Deputato del Regno d'Italia nella XII e XIII legislatura. Nominato senatore del Regno d'Italia il 12 giugno 1881.                                                                                |
| Francesco Borgatti                 | VII                |                          | Deputato del Regno d'Italia dall'VIII all'XI legislatura. Nominato senatore del Regno d'Italia il 15 novembre 1871.                                                                              |
| Giulio Borghi                      | VII                |                          | |
| Giorgio Borsarelli                 | VII                |                          | Deputato del Regno d'Italia nell'VIII e nell'XI legislatura. |
| Pietro Antonio Borsarelli          | IV                 |                          | |
| Luigi Borsari                      | VII                |                          | |
| Francesco Borson                   | VI                 |                          | |
| Pietro Boschi                      | II-VII             |                          | Deputato del Regno d'Italia nell'VIII legislatura. |
| Giulio Bossi                       | VII                |                          | |
| Pietro Bosso                       | IV                 |                          | |
| Luigi Botta                        | I-II-III-IV-V      |                          | |
| Vincenzo Botta                     | II                 |                          | |
| Giovanni Battista Bottero          | V-VI-VII           |                          | Deputato del Regno d'Italia dall'VIII alla X legislatura. Nominato senatore del Regno d'Italia il 15 novembre 1871.                                                                              |
| Alessandro Bottone di San Giuseppe | I-II-III-IV-V-VI   |                          | |
| Andrea Botturi                     | VII                |                          | |
| Pietro Boyl Di Putifigari          | IV-V               |                          | |
| Stefano Braggio                    | I                  |                          | |
| Giuseppe Bravi                     | VII                |                          | Deputato del Regno d'Italia nell'VIII legislatura. |
| Giuseppe Brida di Lessolo          | VII                |                          | Deputato del Regno d'Italia dall'VIII alla X legislatura. |
| Filippo Brignone                   | VII                |                          | Deputato del Regno d'Italia dall'VIII all'XI legislatura. Nominato senatore del Regno d'Italia il 9 novembre 1872.                                                                               |
| Giuseppe Brignone                  | I-IV-V-VI          |                          | |
| Giuseppe Brizio Falletti           | VII                |                          | |
| Angelo Brofferio                   | I-II-III-IV-V-VI   |                          | Deputato del Regno d'Italia nell'VIII e IX legislatura. |
| Emilio Broglio                     | I-II               |                          | Deputato del Regno d'Italia dall'VIII alla XII legislatura. |
| Alessandro Bronzini Zapelloni      | II-IV-V            |                          | |
| Benedetto Brunati                  | IV-V               |                          | |
| Carlo Brunet                       | V-VI-VII           |                          | Deputato del Regno d'Italia nell'VIII e XI legislatura. Nominato senatore del Regno d'Italia il 26 gennaio 1889.                                                                                 |
| Gaspard Brunet                     | III                |                          | |
| Leone Brunier                      | I-II-III-IV-V      |                          | |
| Giuseppe Bruschetti                | V                  |                          | |
| Domenico Buffa                     | I-II-III-IV-V-VI   |                          | |
| Benedetto Bunico                   | I-II-III-IV        |                          | |
| Giuseppe Buniva                    | I                  |                          | |
| Giovanni Buraggi                   | IV-V-VI            |                          | |
| Raffaele Busacca dei Gallidoro     | VII                |                          | Deputato del Regno d'Italia nell'VIII, XI e XII legislatura. Nominato senatore del Regno d'Italia il 26 gennaio 1889.                                                                            |
| Bonaventura Buttini                | II-III-V-VI-VII    |                          | |

## C
| Nome                                         | Legislature          | Partito | Note |
| -------------------------------------------- | -------------------- | ------- | --- |
| Cesare Cabella                               | I-II-III-IV-V-VII    |         | Nominato senatore del Regno d'Italia il 6 febbraio 1870. |
| Stanislao Caboni                             | I-IV-V-VI            |         | Deputato del Regno d'Italia nell'VIII legislatura. |
| Carlo Emanuele Francesco Caccia di Cilavegna | I                    |         | Nominato senatore del Regno di Sardegna e poi d'Italia il 4 marzo 1852. |
| Carlo Cadorna                                | I-II-III-IV-V-VI     |         | Presidente della Camera dei deputati durante la V e VI legislatura. Nominato senatore del Regno di Sardegna e poi d'Italia il 29 agosto 1858.                                                           |
| Raffaele Cadorna                             | II-III-V-VI-VII      |         | Deputato del Regno d'Italia dall'VIII all'XI legislatura. Nominato senatore del Regno d'Italia il 15 novembre 1871.                                                                                     |
| Antonio Cagnardi                             | I-II-III-IV          |         | |
| Carlo Cagnola                                | VII                  |         | Deputato del Regno d'Italia nell'VIII, X e XI legislatura. Nominato senatore del Regno d'Italia il 28 febbraio 1876.                                                                                    |
| Giovanni Battista Cagnola                    | VII                  |         | Deputato del Regno d'Italia dalla X alla XIV legislatura. |
| Carlo Giovanni Cagnone                       | IV                   |         | Nominato senatore del Regno di Sardegna e poi d'Italia il 29 agosto 1858. |
| Benedetto Cairoli                            | VII                  |         | Presidente della Camera dei deputati durante la XIII legislatura del Regno d'Italia. Presidente del Consiglio dei Ministri per tre mandati. Deputato del Regno d'Italia dall'VIII alla XVI legislatura. |
| Federico Callori                             | VI                   |         | |
| Giuseppe Cambieri                            | I-II-III-IV-V        |         | |
| Pietro Caminale                              | II                   |         | |
| Gabriele Camozzi Vertova                     | VII                  |         | Deputato del Regno d'Italia dall'VIII alla X legislatura. |
| Angelo Campana                               | III-IV-V             |         | |
| Bartolomeo Campora                           | I                    |         | |
| Giuseppe Campori                             | VII                  |         | |
| Giovanni Battista Canalis                    | V-VI-VII             |         | Deputato del Regno d'Italia nell'VIII legislatura. |
| Giuseppe Canestrini                          | VII                  |         | Deputato del Regno d'Italia nell'VIII legislatura. |
| Faustino Cannas                              | II-III               |         | |
| Romualdo Cantara                             | V                    |         | |
| Gerolamo Cantelli                            | VII                  |         | Deputato del Regno d'Italia nell'VIII legislatura. Nominato senatore del Regno d'Italia l'8 ottobre 1865.                                                                                               |
| Cesare Cantù                                 | VII                  |         | Deputato del Regno d'Italia nell'VIII e IX legislatura. |
| Domenico Capellina                           | II-III-IV            |         | |
| Giovanni Capra                               | VI                   |         | |
| Tartarino Caprioli                           | VII                  |         | |
| Vincenzo Capriolo                            | V-VI-VII             |         | Deputato del Regno d'Italia nell'VIII legislatura. Nominato senatore del Regno d'Italia il 30 novembre 1862.                                                                                            |
| Giovanni Antonio Carbonazzi                  | II-III               |         | |
| Luigi Carbonieri                             | VII                  |         | |
| Francesco Carega Di Muricce                  | VII                  |         | |
| Giovanni Battista Cariolo                    | III                  |         | |
| Siro Andrea Carli                            | I-II                 |         | |
| Leone Carpi                                  | VII                  |         | |
| Francesco Carquet                            | I-II-III-IV-V-VI     |         | |
| Francesco Carrano                            | VII                  |         | |
| Giuseppe Carrega                             | VI                   |         | |
| Giacomo Carta                                | III-IV-V             |         | |
| Domenico Carutti di Cantogno                 | VII                  |         | Deputato del Regno d'Italia nell'VIII, XI e XII legislatura. Nominato senatore del Regno d'Italia il 26 gennaio 1889.                                                                                   |
| Bartolomeo Casalis                           | VI                   |         | Nominato senatore del Regno d'Italia il 15 febbraio 1880. |
| Michele Casaretto                            | IV-V-VI-VII          |         | Deputato del Regno d'Italia dall'VIII all'XI legislatura. Nominato senatore del Regno d'Italia il 15 maggio 1876.                                                                                       |
| Camillo Casarini                             | VII                  |         | Deputato del Regno d'Italia dalla IX all'XI legislatura. |
| Gabrio Casati                                | I                    |         | Presidente del Consiglio dei Ministri dal 27 luglio 1848 al 15 agosto 1848. Nominato senatore del Regno di Sardegna e poi d'Italia il 20 ottobre 1853.                                                  |
| Francesco Cassinelli                         | I                    |         | |
| Giuseppe Cassini                             | I                    |         | |
| Giovanni Battista Cassinis                   | I-IV-V-VI-VII        |         | Deputato e Presidente della Camera durante l'VIII legislatura del Regno d'Italia. Nominato senatore del Regno di Sardegna e poi d'Italia il 8 ottobre 1865.                                             |
| Stefano Castagnola                           | VI                   |         | Deputato del Regno d'Italia dall'VIII alla XIII legislatura. Nominato senatore del Regno d'Italia il 26 gennaio 1889.                                                                                   |
| Luigi Castellani Fantoni                     | VI-VII               |         | Deputato del Regno d'Italia nell'VIII, X e XIII legislatura. |
| Marco Castellanza                            | VII                  |         | |
| Demetrio Castelli                            | VII                  |         | Deputato del Regno d'Italia nell'VIII e IX legislatura. |
| Edoardo Castelli                             | VII                  |         | Nominato senatore del Regno d'Italia il 20 novembre 1861. |
| Luigi Castelli                               | VII                  |         | Deputato del Regno d'Italia nell'VIII , IX e XI legislatura. |
| Michelangelo Castelli                        | I-II-III-IV-V-VI     |         | Nominato senatore del Regno di Sardegna e poi d'Italia il 29 febbraio 1860. |
| Pietro Castiglioni                           | VII                  |         | |
| Giovanni Cattaneo Gianotti                   | V                    |         | |
| Carlo Cattaneo                               | VII                  |         | Deputato del Regno d'Italia nella IX e X legislatura. |
| Francesco Cattaneo                           | IV-VI                |         | |
| Michele Cavaleri                             | VII                  |         | |
| Giovanni Battista Cavallera                  | I                    |         | |
| Alberto Cavalletto                           | VII                  |         | Deputato del Regno d'Italia nell'VIII e dalla X alla XVII legislatura. Nominato senatore del Regno d'Italia il 20 novembre 1892.                                                                        |
| Carlo Cavalli                                | III-IV               |         | |
| Giovanni Cavalli                             | III-V-VI             |         | |
| Carlo Giuseppe Cavallini                     | VI-VII               |         | |
| Gaspare Cavallini                            | I-II-III-IV-V-VI-VII |         | Deputato del Regno d'Italia dall'VIII all'XI legislatura. Nominato senatore del Regno d'Italia il 6 novembre 1873.                                                                                      |
| Antonio Francesco Caveri                     | I-II-III             |         | Nominato senatore del Regno di Sardegna e poi d'Italia il 25 marzo 1860. |
| Camillo Cavour (Benso di)                    | I-III-IV-V-VI-VII    |         | Presidente del Consiglio dei Ministri del Regno di Sardegna e primo Presidente del Consiglio dei Ministri del Regno d'Italia. Deputato del Regno d'Italia nell'VIII legislatura.                        |
| Gustavo Cavour (Benso di)                    | IV-V-VI-VII          |         | Deputato del Regno d'Italia nell'VIII legislatura. |
| Carlo Cays Di Giletta                        | VI                   |         | |
| Leopoldo Cempini                             | VII                  |         | Deputato del Regno d'Italia nell'VIII legislatura. |
| Vittorio Centurione Scotto                   | VI                   |         | |
| Lorenzo Ceppi                                | II-III               |         | Nominato senatore del Regno di Sardegna e poi d'Italia il 25 marzo 1860. |
| Giusto Benigno Cerruti                       | II                   |         | |
| Gaspare Cesano                               | IV                   |         | |
| Giuseppe Challend                            | VII                  |         | |
| Timoleone Chapperon                          | IV-V-VI-VII          |         | |
| Joseph-Agricola Chenal                       | I-II-III-IV-V-VI-VII |         | |
| Giacomo Chevray                              | VI                   |         | |
| Francesco Chiapusso                          | VI-VII               |         | Deputato del Regno d'Italia nell'VIII legislatura. |
| Giovanni Chiarle                             | II-III-IV            |         | |
| Amedeo Chiavarina di Rubiana                 | VI-VII               |         | Deputato del Regno d'Italia nell'VIII legislatura. Nominato senatore del Regno d'Italia il 12 marzo 1868.                                                                                               |
| Desiderato Chiaves                           | V-VI-VII             |         | Deputato del Regno d'Italia dall'VIII alla XIV e nella XVI legislatura. Nominato senatore del Regno d'Italia il 27 ottobre 1890.                                                                        |
| Felice Chiò                                  | I-II-III-IV-V-VI-VII |         | |
| Enrico Cialdini                              | VII                  |         | Deputato del Regno d'Italia nell'VIII legislatura. Nominato senatore del Regno d'Italia il 13 marzo 1864.                                                                                               |
| Giovanni Ciardi                              | VII                  |         | Deputato del Regno d'Italia nella XIII e XIV legislatura. |
| Bartolommeo Cini                             | VII                  |         | Deputato del Regno d'Italia nell'VIII legislatura. |
| Emilio Cipriani                              | VII                  |         | Deputato del Regno d'Italia nell'VIII e IX legislatura. Nominato senatore del Regno d'Italia il 12 giugno 1881.                                                                                         |
| Carlo Clerici                                | VII                  |         | |
| Cesare Cobianchi                             | II-VI                |         | |
| Lorenzo Cobianchi                            | V                    |         | |
| Arnoldo Colla                                | II-III               |         | |
| Giambattista Collacchioni                    | VII                  |         | Deputato del Regno d'Italia nell'VIII legislatura. Nominato senatore del Regno d'Italia il 6 dicembre 1868.                                                                                             |
| Alessandro Colli                             | IV-V                 |         | |
| Francesco Colombani                          | VII                  |         | Deputato del Regno d'Italia nell'VIII legislatura. |
| Raffaele Conforti                            | VII                  |         | Deputato del Regno d'Italia nell'VIII legislatura. Nominato senatore del Regno d'Italia il 30 giugno 1867.                                                                                              |
| Pietro Conti                                 | VII                  |         | Deputato del Regno d'Italia nell'VIII legislatura. |
| Camillo Coppini                              | VII                  |         | |
| Michele Coppino                              | VII                  |         | Presidente della Camera dei deputati durante la XIII e XV legislatura del Regno d'Italia e deputato dall'VIII alla XXI legislatura.                                                                     |
| Pasquale Corbu                               | II-III               |         | |
| Enrico Cordero di Montezemolo                | VI-VII               |         | |
| Massimo Cordero di Montezemolo               | I-II-III             |         | Nominato senatore del Regno di Sardegna e poi d'Italia il 2 novembre 1850. |
| Giovanni Battista Cornero                    | I-II-III-IV          |         | |
| Giuseppe Cornero                             | I-II-III-IV-V-VI-VII |         | Nominato senatore del Regno d'Italia il 6 dicembre 1868. |
| Camillo Corradi                              | II                   |         | |
| Cesare Correnti                              | II-III-IV-V-VI       |         | Deputato del Regno d'Italia dall'VIII alla XV legislatura. Nominato senatore del Regno d'Italia il 7 giugno 1886.                                                                                       |
| Giuseppe Corrias                             | IV-VI-VII            |         | Deputato del Regno d'Italia nell'VIII legislatura. |
| Carlo Corsi di Bosnasco                      | I                    |         | Nominato senatore del Regno di Sardegna e poi d'Italia il 25 marzo 1860. |
| Luigi Corsi                                  | IV-V-VI              |         | Nominato senatore del Regno d'Italia il 6 dicembre 1868. |
| Tommaso Corsi                                | VII                  |         | Deputato del Regno d'Italia dall'VIII alla X legislatura. Nominato senatore del Regno d'Italia il 6 novembre 1873.                                                                                      |
| Giuseppe Antonio Corte                       | I                    |         | |
| Enrico Cosenz                                | VII                  |         | Deputato del Regno d'Italia dall'VIII all'XI legislatura. Nominato senatore del Regno d'Italia il 9 novembre 1872.                                                                                      |
| Francesco Cossu (politico)                   | II-III-IV            |         | |
| Pantaleone Costa de Beauregard               | I-II-III-V-VI        |         | |
| Ignazio Costa della Torre                    | V-VI                 |         | |
| Antonio Costa                                | V-VI-VII             |         | Deputato del Regno d'Italia dall'VIII alla X legislatura. |
| Marcello Costamezzana                        | VII                  |         | Deputato del Regno d'Italia nell'VIII e X legislatura. Nominato senatore del Regno d'Italia il 6 novembre 1873.                                                                                         |
| Giuseppe Cotta Ramusino                      | VI-VII               |         | |
| Giacinto Cottin                              | I-III                |         | |
| Federico Crema                               | VII                  |         | |
| Francesco Crettin                            | I                    |         | |
| Saverio Crosa                                | IV-V-VI              |         | |
| Edoardo Crotti Di Costigliole                | VI                   |         | Deputato del Regno d'Italia nella X legislatura. |
| Domenico Cucchiari                           | VII                  |         | Deputato del Regno d'Italia nell'VIII legislatura. Nominato senatore del Regno d'Italia l'8 ottobre 1865.                                                                                               |
| Francesco Cugia Delitala                     | I                    |         | |
| Efisio Cugia di Sant'Orsola                  | V-VI-VII             |         | Deputato del Regno d'Italia dall'VIII all'XI legislatura. |
| Giovanni Battista Cuneo                      | III-IV               |         | |
| Francesco Cuzzetti                           | VII                  |         | Deputato del Regno d'Italia dall'VIII alla X legislatura. |

## D
| Nome                              | Legislature      | Partito | Note |
| --------------------------------- | ---------------- | ------- | --- |
| Maurizio d'Alberti della Briga    | IV-V-VI          |         | |
| Sansone D'Ancona                  | VII              |         | Deputato del Regno d'Italia dall'VIII alla XII legislatura. Nominato senatore del Regno d'Italia il 16 novembre 1882.             |
| Efisio d'Arcais Flores            | IV-V             |         | |
| Alessandro d'Aste Ricci           | VII              |         | Deputato del Regno d'Italia dall'VIII alla XII legislatura.                                                                       |
| Carlo d'Aviernoz (Menton)         | III-IV           |         | |
| Massimo d'Azeglio (Taparelli)     | I-II-III-IV      |         | Presidente del Consiglio dei Ministri per due mandati. Nominato senatore del Regno di Sardegna e poi d'Italia il 20 ottobre 1853. |
| Antonio d'Ittiri Ledà             | V                |         | |
| Giuseppe Dabormida                | I-II-III-IV      |         | Nominato senatore del Regno di Sardegna e poi d'Italia il 7 novembre 1852.                                                        |
| Emanuele Dal Pozzo Della Cisterna | I                |         | |
| Cesare Dalmazzo                   | I-II             |         | |
| Lazzaro Damezzani                 | I                |         | |
| Lodovico Daziani                  | I-II-III-IV-V-VI |         | |
| Gerolamo De Amicis                | VII              |         | |
| Giovanni Maurizio De Andreis      | I-III-VI-VII     |         | Deputato del Regno d'Italia nell'VIII legislatura.                                                                                |
| Angelo De Benedetti               | V-VII            |         | Deputato del Regno d'Italia nell'VIII e IX legislatura.                                                                           |
| Giovanni Battista De Bernardis    | VII              |         | |
| Francesco De Blasiis              | VII              |         | Deputato del Regno d'Italia dall'VIII all'XI legislatura.                                                                         |
| René de Blonay                    | III-IV           |         | |
| Ernesto De Boigne                 | VII              |         | |
| Domenico de Ferrari               | I-II             |         | |
| Joseph-Marie de Foras             |                  |         | |
| Giovanni De Foresta               | IV-V             |         | |
| Ambroise Delachenal               |                  |         | |
| Luigi della Noce                  | II               |         | |
| Pasquale Placido De Luca          | VIII             |         | |
| Luigi des Ambrois de Nevache      | I-II             |         | |
| Ernest Dubouloz                   | II               |         | |
| Charles Duverger                  |                  |         | |
| Federico Favrat De Bellevaux      | III-IV-VII       |         | |
| Alessio De La Flechere            | VI-VII           |         | |

## F
| Nome                  | Legislature | Partito | Note |
| --------------------- | ----------- | ------- | ---- |
| Domenico Fois         | I-II-IV     |         |      |
| Jean-Basile Folliet   | I           |         |      |
| Amédée de Foras       |             |         |      |
| Joseph-Marie de Foras |             |         |      |
| Antonio Franzini      | I           |         |      |
| Giacomo Fresco        | I           |         |      |

## G
| Nome                  | Legislature   | Partito | Note |
| --------------------- | ------------- | ------- | --- |
| Giuseppe Garibaldi    | I-VI-VII      |         | Nel 1860 si dimette per protestare contro l'annessione della contea di Nizza alla Francia con il trattato di Torino. |
| François Gillet       | I             |         | |
| Joseph Ginet          | I-II-V-VI-VII |         | |
| Claude-Antoine Girard | II            |         | |
| Claude Gonnet         | IV            |         | |
| François Grange       | VI-VII        |         | |
| Alexandre Guillet     | V-VI          |         | |

## J
| Nome                     | Legislature    | Partito | Note |
| ------------------------ | -------------- | ------- | ---- |
| Antoine Jacquemoud       | I-II-III-IV-VI |         |      |
| Joseph Jacquemoud        | I-II-III-IV    |         |      |
| Joseph Jacquier-Châtrier | III-IV-V       |         |      |
| Humbert Jaillet          | IV-VI          |         |      |
| François Justin          | IV             |         |      |

## K
| Nome           | Legislature | Partito | Note |
| -------------- | ----------- | ------- | ---- |
| Edoardo Kramer | VII         |         |      |

## L
| Nome                   | Legislature          | Partito | Note |
| ---------------------- | -------------------- | ------- | --- |
| Albert-Eugène Lachenal | I-IV-V-VI            |         | (1796-1883). |
| Carlo Laurenti Robaudi |                      |         | Nel 1860 si dimette per protestare contro l'annessione della contea di Nizza alla Francia con il trattato di Torino. |
| Charles Laurent        |                      |         | |
| Stephane Leblanc       |                      |         | |
| Bartolomeo Leotardi    |                      |         | |
| Aimé Levet             |                      |         | |
| Giuseppe de Livet      | III-IV               |         | Joseph-Melchior de Livet (1806-1862).                                                                                |
| Antoine Louaraz        | I-II-III-IV-V-VI-VII |         | (1791-1861). |

## M
| Nome                          | Legislature          | Partito        | Note |
| ----------------------------- | -------------------- | -------------- | ---- |
| Luigi Malaspina               | II                   |                |      |
| Cristoforo Mameli             | I-II-III-IV-V        |                |      |
| Terenzio Mamiani              | III-IV-V-VI-VII      |                |      |
| Domenico Marco                | II-III-IV-V-VI       |                |      |
| Diego Marongiu                | IV-V-VI              |                |      |
| Gustave de Martinel           | I-II-III-IV-V-VI-VII |                |      |
| Jean-Laurent Martinet         | I-II-III-IV-V        |                |      |
| Enrico Martini                | IV-VII               |                |      |
| Antoine Mathieu               | II-III-IV-V          |                |      |
| Achille Mauri                 | I-II-III             |                |      |
| Massimo Mautino               | I-II-V               |                |      |
| Luigi Federico Menabrea       | I-II-III-IV-V-VI     | destra storica |      |
| Giovanni Battista Michelini   | I-II-III-IV-V-VI-VII |                |      |
| Charles de Menthon d’Aviernoz |                      |                |      |
| Benoît Mollard                |                      |                |      |
| Pierre-Joseph Mongellaz       |                      |                |      |
| Louis Girod de Montfalcon     |                      |                |      |
| Pietro Monticelli             |                      |                |      |
| Antonio Mordini               | VII                  |                |      |

## N
| Nome                       | Legislature | Partito | Note |
| -------------------------- | ----------- | ------- | ---- |
| Carlo Negroni              | VI-VII      |         |      |
| Desiderato Niello          |             |         |      |
| Giovanni Battista Nicolini | VII         | Destra  |      |

## O
| Nome             | Legislature | Partito | Note |
| ---------------- | ----------- | ------- | ---- |
| Federico Odorici | VII         |         |      |

## P
| Nome                          | Legislature | Partito | Note |
| ----------------------------- | ----------- | ------- | ---- |
| Ferdinand Palluel             |             |         |      |
| Nicolas Parent                |             |         |      |
| Joseph Pelloux                | VI          |         |      |
| Ettore Perrone di San Martino | I           |         |      |
| Luigi Piccone                 |             |         |      |
| Hippolyte Pissard             | III-IV      |         |      |
| Osvaldo Prosperi              | VII         |         |      |

## R
| Nome                      | Legislature          | Partito          | Note |
| ------------------------- | -------------------- | ---------------- | ---- |
| Urbano Rattazzi           | I-II-III-IV-V-VI-VII | sinistra storica |      |
| Henri Ract                |                      |                  |      |
| Evasio Radice             | I-III-IV             |                  |      |
| Amedeo Ravina             | I-II-III-IV-V        |                  |      |
| Jacques Replat            |                      |                  |      |
| Alessandro Riberi         | I                    |                  |      |
| Michel Roux-Vollon        |                      |                  |      |
| Louis Rubin               |                      |                  |      |
| Agostino Ruffini          | I                    |                  |      |
| Giovanni Ruffini          | I-II-III             |                  |      |
| Giovanni Battista Ruffini | VII                  |                  |      |

## S
| Nome                         | Legislature | Partito | Note                                                     |
| ---------------------------- | ----------- | ------- | -------------------------------------------------------- |
| Giovanni Antonio Sanna       | VI-VII      |         |                                                          |
| Pietro Sanna Lecca           |             |         |                                                          |
| Federigo Sclopis di Salerano | I           |         |                                                          |
| Giovanni Serpi               | III-IV      |         | Deputato del regno d'Italia dalla X alla XII legislatura |
| Raymond de Serraval          | I           |         |                                                          |
| Giovanni Siotto Pintor       | I-IV        |         |                                                          |
| Germain Sommeiller           | V-VII       |         |                                                          |
| Alphonse de Sonnaz           |             |         |                                                          |
| Hector de Sonnaz             |             |         |                                                          |
| Paolo Francesco Staglieno    |             |         |                                                          |
| Guido Susani                 | VII         |         |                                                          |

## T
| Nome                     | Legislature   | Partito | Note |
| ------------------------ | ------------- | ------- | ---- |
| Pasquale Tola            | I-II-III-IV-V |         |      |
| Aurelio Turcotti         |               |         |      |
| Giovanni Battista Tuveri | I-V           |         |      |

## V
| Nome                      | Legislature | Partito        | Note |
| ------------------------- | ----------- | -------------- | ---- |
| Saverio Francesco Vegezzi | I-VII       | destra storica |      |
| Charles de Viry           |             |                |      |